# Marie-Josée Taillefer
Marie-Josée Taillefer est une animatrice et une actrice québécoise née le 22 juillet 1963 à Longueuil.

## Biographie
Elle est la deuxième d'une famille de trois enfants. Elle commence sa carrière télévisuelle très jeune. À l'âge de 10 ans, elle a déjà joué dans plusieurs publicités. Elle est en vedette dans une publicité populaire en 1970 du Mouvement Desjardins où elle énumère le slogan mnémonique des huit institutions de Desjardins : Pop-Sac-A-Vie-Sau-Sec-Fi-Co-Pin.
Au début de la vingtaine, elle anime l'émission Samedi magazine au réseau TVA. Par la suite, elle animera pendant environ dix ans avec sa mère Claudette Taillefer les émissions Bon appétit et Taillefer et fille.
De 2002 à 2007, elle coanime l'émission L'épicerie avec Denis Gagné.
En 2012, elle remplace pendant une semaine Boucar Diouf et coanime avec Francis Reddy l'émission Des kiwis et des hommes. 
En 2013, elle anime Cap sur l'été avec Marc Hervieux.

## Vie privée
Provenant d'une famille de trois enfants née le 22 juillet 1963 à Longueuil.
À la fin de l'adolescence, elle rencontre René Simard lors du tournage d'une série de publicité pour les Galeries d'Anjou. Ils se marieront le 8 août 1987 à l'église de Saint-Sauveur et auront deux enfants. Ces derniers étant atteints de surdité, le couple Simard-Taillefer s'implique à différents niveaux dans la sensibilisation à ce handicap.